# Mr Ashenden, agent secret

Mr Ashenden, agent secret (Ashenden : Or the British Agent) est un recueil de nouvelles d'espionnage de William Somerset Maugham paru pour la première fois en 1928 chez Heinemann et inspiré par son expérience dans le Secret Intelligence Service pendant la Première Guerre mondiale à partir de 1916.

## Mr Ashenden
Mr Ashenden, agent secret britannique, est le héros de ces aventures qui s'inscrivent dans l'univers de l'espionnage et du contre-espionnage. Personnage récurrent et partiellement autobiographique, il apparaît dans d'autres œuvres de Maugham, dont les romans L'Envoûté (1919), La Ronde de l'amour (1930), et Le Fil du rasoir (1944).
Le personnage d'Ashenden passe pour avoir inspiré plusieurs espions de romans ultérieurs, parmi lesquels James Bond.

## Liste des nouvelles
1. R.
2. A Domiciliary Visit
3. Miss King
4. The Hairless Mexican
5. The Dark Woman
6. The Greek
7. A Trip to Paris
8. Giulia Lazzari
9. Gustav
10. The Traitor
11. Behind the Scenes
12. His Excellency
13. The Flip of a Coin
14. A Chance Acquaintance
15. Love and Russian Literature
16. Mr. Harrington's Washing

Quatorze autres nouvelles du même type, dont Winston Churchill aurait estimé qu'elles livraient des éléments trop confidentiels,  sont restées inédites.  Le secrétaire de Maugham a indiqué que ce dernier les aurait détruites vers la fin de sa vie. 

## Adaptations
Le film Quatre de l'espionnage (Secret Agent) réalisé en 1936 par Alfred Hitchcock, avec John Gielgud (Ashenden) et Peter Lorre, est une adaptation de deux des nouvelles du recueil : The Traitor et The Hairless Mexican.
Dans le film Trio, réalisé en 1950 par Ken Annakin et Harold French, le rôle d'Ashenden est interprété par Roland Culver dans la troisième histoire, intitulée Sanatorium.
En 1991, la chaîne de télévision BBC1 a repris plusieurs nouvelles du recueil pour produire une mini-série en quatre épisodes intitulée Ashenden et réalisée par Christopher Morahan, avec Alex Jennings dans le rôle-titre, ainsi que Joss Ackland, Harriet Walter, Alan Bennett et Jason Isaacs.

## Réception
Mr Ashenden, agent secret figure sur une liste américaine des Cent Meilleurs Romans policiers de tous les temps (64e rang).

## Traduction en français
- William Somerset Maugham, Mr Ashenden, agent secret, Pavillons Poche/Robert Laffont, 2011, 448 pages  (ISBN 2-221-11480-9)